# Skytská Neapol

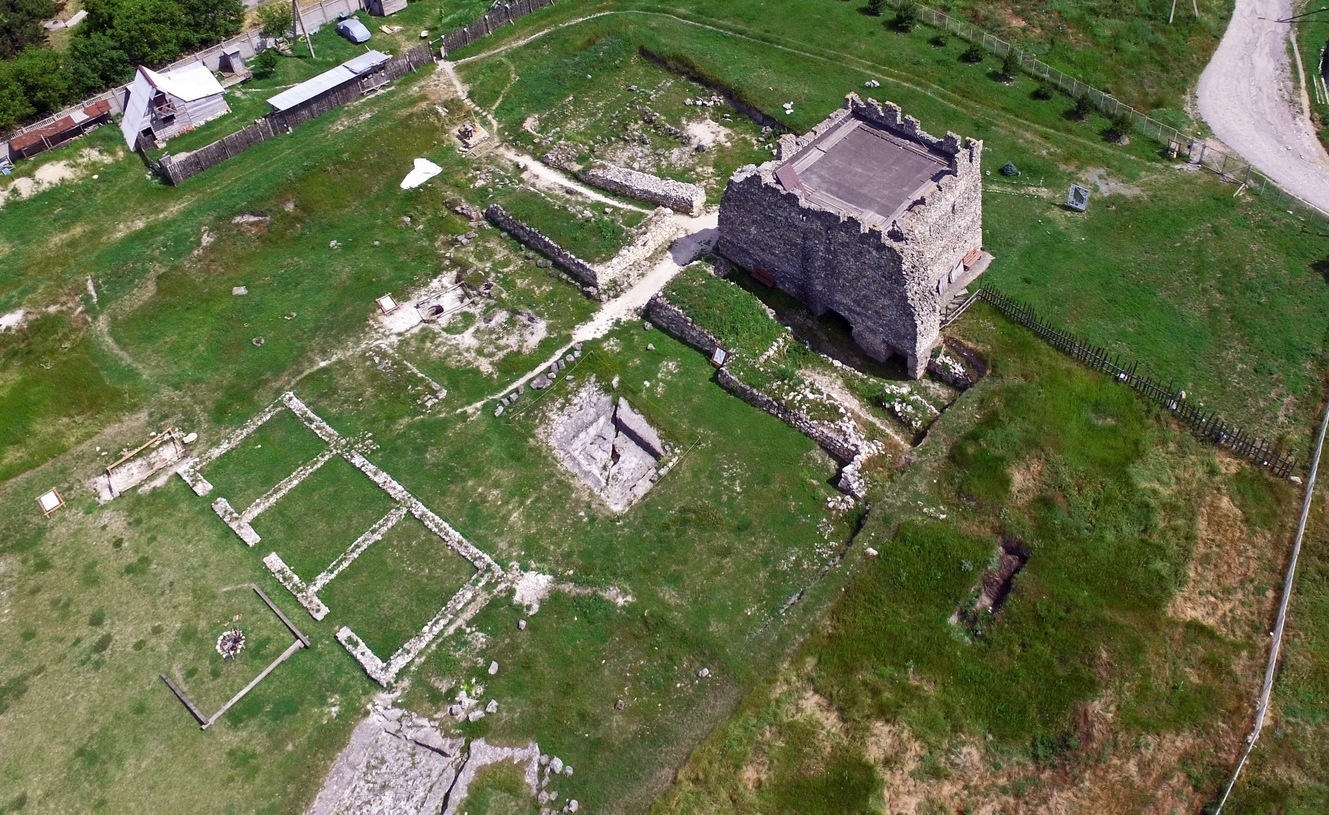
Letecký snímek nejzachovalejších objektů

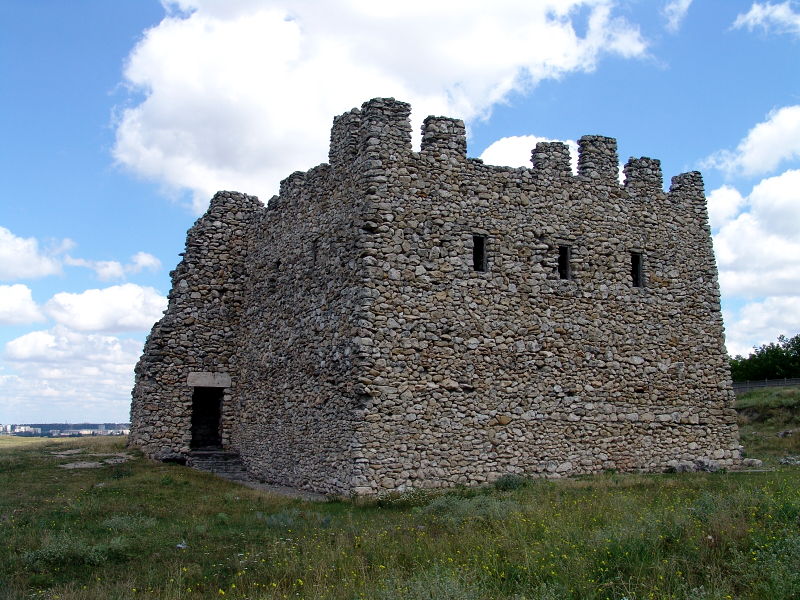
Mauzoleum

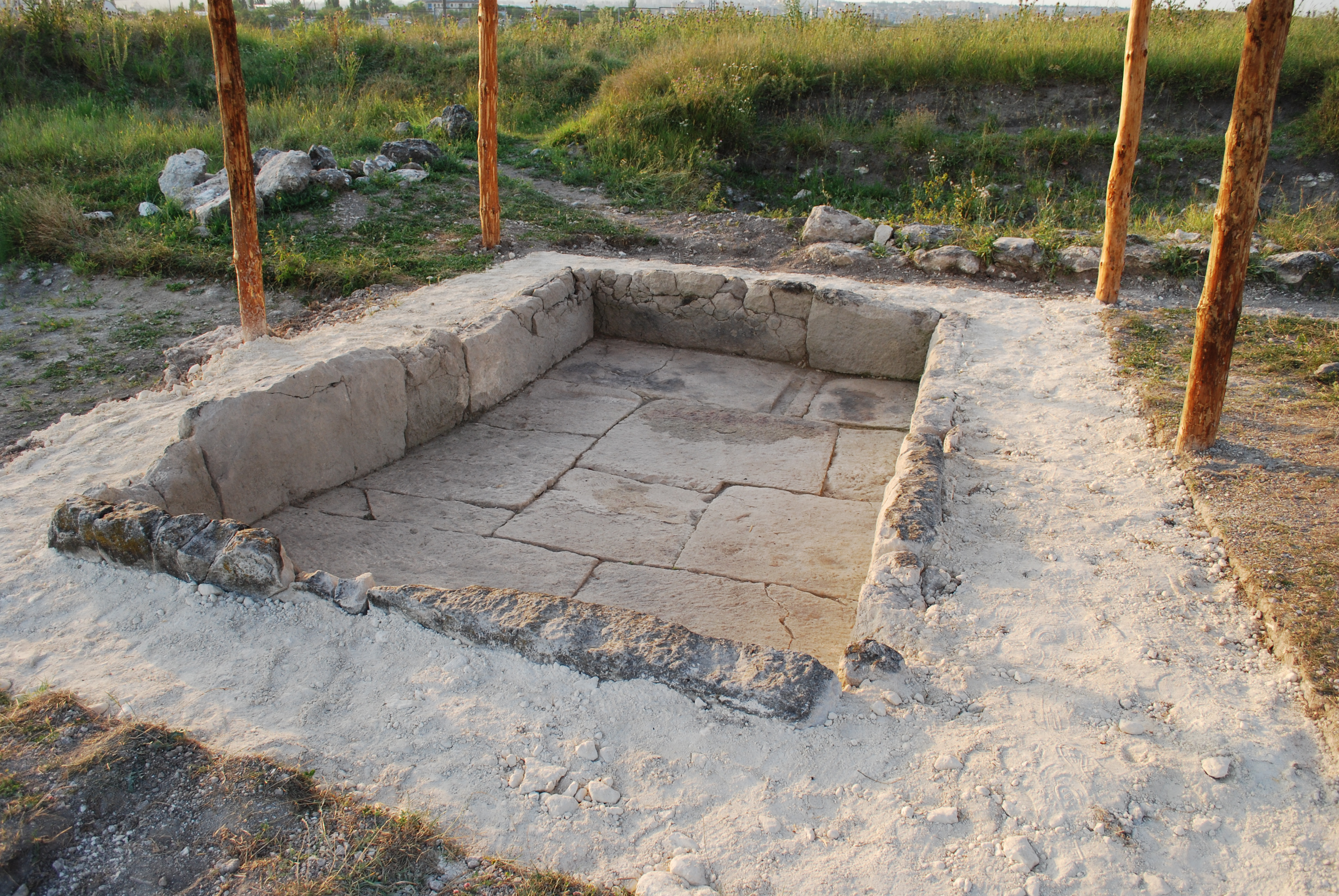
Pozůstatky rituální koupele

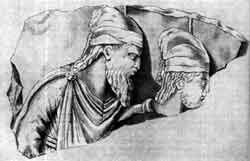
Reliéf krále Skilura a jeho syna Palaca

Skytská Neapol (starořecky Σκυθική Νεάπολις, rusky Неаполь Скифский) je zaniklé starověké město na Krymu, jedna z královských skytských pevností. Mezi 3. stol. př. n. l. a 3. stol. n. l. bylo hlavním městem Skytského království. Skromné pozůstatky zaniklého sídla jsou dnes objektem kulturního dědictví státního významu Ukrajiny (místo leží na území okupovaném od roku 2014 Ruskem).

## Historie
Většina výzkumníků považuje Skytskou Neapol za součást většího hradiště (asi 20 ha), které se rozkládalo na území nynějšího Simferopolu, na nevysoké ploské vyvýšenině Petrovské skály.
Přesnější datum založení města není známo. Největšího rozmachu dosáhlo v 2. století př. n. l. Zánik města souvisí nejspíše s vpádem Gótů v 3. století n. l. V období svého rozkvětu bylo také hlavním městem Skytského království, skytští panovníci odtud ovládali většinu Krymu a oblast ústí Dněpru.
V dobách Krymského chanátu stála v místech zaniklé Skytské Neapole krymskotatarská vesnice Kermenčik.
Ostatky hradiště v místě opuštěné vsi Kermenčik byly značně poškozeny v prvních desítkách let po založení Simferopolu (1784), kdy se místní obyvatelé nerozpakovali rozebírat pozůstatky starověkého města na stavební materiál. Podle ústních svědectví se v době založení Simferopolu nacházely na místě ještě poměrně velké objekty.
Roku 1827 zde byly objeveny desky s reliéfy jezdce a řeckými nápisy. To přitáhlo pozornost Oděského starožitného muzea, které pod vedením ředitele Ivana Pavloviče Blaramberga započalo ještě téhož roku se systematickými vykopávkami. Výsledkem byl objev ještě jednoho vápencového reliéfu, zobrazujícího dva muže - staršího a mladšího. Ukázalo se, že se jedná o skytského krále Skilura a jeho syna Palaca. To vedlo k později potvrzené hypotéze, že zaniklá krymskotatarská ves Kermenčik vlastně stojí na ruinách legendárního hlavního města Skytů.
Nejrozsáhlejší archeologický průzkum Skytské Neapole ovšem proběhl až v letech 1945-1960 pod vedením Pavla Nikolajeviče Šulce. Bylo odkryto mauzoleum s bohatými hroby (72 pohřbených, včetně krále, koní, zbraní a množství zlatých dekorací). Byly také objeveny pozůstatky mohutné hradby (8,5 m silné) se dvěma věžemi, náboženských i obytných staveb s freskami. Našly se portrétní reliéfy, úlomky soch, podstavce soch bohů s řeckými nápisy. Prozkoumáno bylo také více než 200 hrobů vytesaných do skály či vyhloubených do země.
Po skončení těchto rozsáhlých vykopávek byla většina odhalených pozůstatků města opět zasypána, neboť se nenašly finanční prostředky na jejich udržování. Od 70. let zde probíhaly archeologické práce pouze sporadicky, místo pustlo a na čas se zde dokonce usídlili bezdomovci. Další rozvoj nastal až po roce 2011, kdy bylo zřízeno muzeum Skytská Neapol, začaly zde probíhat prohlídky s průvodcem a byla učiněna řada kroků k rozvoji turistického potenciálu místa. Od roku 2015 je Skytská Neapol objektem kulturního dědictví federálního významu.